# تشن دا
تشن دا (بالصينية: 陳達) هو مغني صيني، ولد في 1906 في Hengchun ‏ في تايوان، وتوفي بنفس المكان في 11 أبريل 1981.